# Laraha

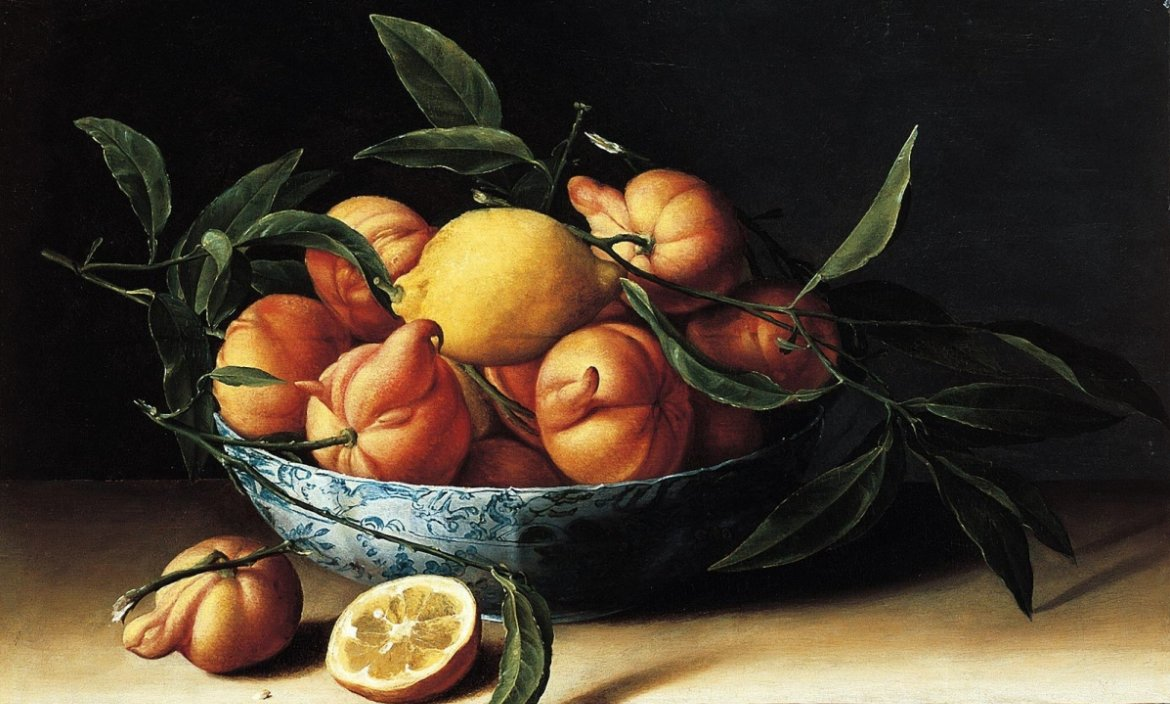
Pomeranče laraha na zátiší ze 17. století

Laraha je název citrusového stromu (Citrus ×aurantium var. currassuviencis), který roste na ostrově Curaçao v jižním Karibiku, a jeho ovoce. Je to lokální varianta pomerančovníku hořkého, s plody, které jsou považovány za nejedlé, neboť jsou ještě mnohem hořčejší než ostatní citrusy. Jejich kůra naproti tomu obsahuje velké množství silic, díky kterým je značně aromatická.

## Historie a využití
Pomerančovníky přivezené na Curaçao ze Španělska v roce 1527 se nepřizpůsobily klimatu a půdě jižního Karibiku a jejich plody byly hořké a nepoživatelné, proto byly na ostrově ponechány svému osudu a volně zplaněly. Tato populace byla později nalezena a plody využity pro přípravu likérů Cointreau a Curaçao, přičemž druhý jmenovaný se z nich vyrábí na stejnojmenném ostrově dosud. Plody pro tento účel se sbírají zelené.